# 电视认罪
电视认罪（英語：或），又称電視悔罪，是指在侦查阶段让当事人在电视上承认自己罪行的行為，也就是發生於被逮捕后的羁押期间、法院定罪宣判之前。

## 沿革

### 中华人民共和国
在中国大陆广泛播出的电视认罪第一例是2013年9月的网络大V薛蛮子嫖娼案。据德国之声引述“保护卫士”的统计，截至2018年2月，中国共有45宗在电视上播出认罪视频的案例，半数以上为“人权案例”。这些案例中的被捕人士在电视认罪时均没有被定罪。“保护卫士”表示，2013年至2016年，大约每月有一个电视认罪视频出现。
2014年中共十八届四中全会提出“推进以审判为中心的诉讼制度改革”的要求。2016年3月中国两会期间，时任政协委员兼全国律师协会副会长朱征夫曾於政協會議提案呼吁减少乃至取消电视认罪。2017年2月中华人民共和国最高人民法院印发《关于全面推进以审判为中心的刑事诉讼制度改革的实施意见》，提出“坚持非法证据排除原则，不得强迫任何人证实自己有罪”。据德国之声2018年6月的报道，到2017年电视认罪数量大幅减少，当年只统计到2起电视认罪案例。电视认罪案例数量减少的同时，法庭认罪视频则明显增加。

### 其他国家
在伊朗，据国际人权联盟及“Justice for Iran”的研究报告显示，在2010年到2020年的十年中，至少出现了355起在电视上强迫认罪的案例。据“保护卫士”的调查，自2007年以来，越南至少有21例强迫电视认罪。

## 案例

### 中华人民共和国
- 2013年8月下旬「网络大V」薛蛮子因涉嫌嫖娼被北京市公安局逮捕。同年9月，中國中央電視台《朝闻天下》播出薛蛮子的电视认罪视频。[12][4]
- 2014年4月前《经济学周报》副总编高瑜被北京警方逮捕。[13]2014年5月8日，她的认罪视频在中国中央电视台播出，视频中其面部被椭圆形马赛克遮盖。高瑜认为，当局在她被预审时偷拍她，遮盖面部是因为声音和嘴形对不上。[14]
- 2015年10月起，香港铜锣湾书店股东吕波、张志平、桂民海（桂敏海）和林荣基先后失踪[15]。2016年1月17日，中国中央电视台《东方时空》栏目播出桂民海认罪视频[16]。2016年2月，四人一同出现在凤凰卫视的报道中并认罪。[15]林荣基返港后表示，认罪视频录制了十几次才使审讯者满意。[17]在接受美国之音采访时，林荣基说：“全部都是他们安排的了。他们让你把要说的话写下来。（内容）他们不满意的话，就帮你改。改完以后，你就念。里面的‘悔过书’也是，我写出来，他们不满意，改完以后，签个名。”[14]
- 2016年1月3日瑞典籍人权活动家彼得·达林在北京首都国际机场被公安以涉嫌危害国家安全罪逮捕。2016年1月19日他在中国中央电视台新闻频道《24小時》中认罪[18]。彼得·达林称，被拘禁两周后他被告知，如果他录制认罪视频，有可能得到法官的从轻量刑，并且只有这么做，他的女友才会获释。[19]彼得·达林事后接受《纽约时报》采访时表示，配合拍摄是因为想趕快完成然後離開，也希望女友能趕快獲釋[20]
- 2019年2月，中华人民共和国最高人民法院法官王林清在2018年表示“陕西千亿矿权案”卷宗被盗，2019年2月中共中央政法委认定案卷丢失为王林清“自导自演”[21][22]。王林清在央视新闻认罪。[23]
- 2019年8月，鄭文傑失蹤事件。6月英国驻香港总领事馆派他觀察反對《逃犯條例》修訂草案運動的情况。8月8日鄭文傑被派到到深圳參加一場商務會議，在返回香港途中被捕。[24][25]中国环球电视网在全球范围播放了他的认罪视频，视频中他供認“背叛祖国”和“嫖娼”。郑文杰事后接受英国广播公司采访时表示，他“被人殴打”并“被迫签署供词”，供认罪行“也是被迫的”。[26]
- 2020年10月，中华人民共和国国家安全机关组织实施“迅雷-2020”专项行动，抓获一批“台湾间谍及运用人员”。中国中央电视台接连三天在《焦点访谈》节目播出针对该专项行动的专题报道[27][28]，播出李孟居、郑宇钦、蔡金树和施正屏的认罪视频。[29][30]
- 2021年3月1日，仇子明因涉嫌侵害2020年中印边境冲突英雄烈士名誉、荣誉罪被捕。同日，他出现在中国中央电视台新闻节目中，称自己的行为良知泯灭。媒体报道有称其“电视道歉”[31][32]，亦有称“电视认罪”[33][34]。
- 2024年1月9日，CCTV-1晚8点档播出四集专题片《持续发力 纵深推进》第四集，介绍2022年中国足坛反腐风暴，其中涉案的国家体育总局原副局长杜兆才、足协原主席陈戌源、国足原主教练李铁均通過電視認罪。[35]

### 其他國家
- 1987年5月21日，新加坡政府发动光谱行动，16名人士以“马克思主义阴谋破坏新加坡既存社会和政治制度，使用共产主义统一战线策略，目的是建立一个马克思主义国家”为由遭到逮捕，被迫签署供词后，在未经审判的情况下，其中大部分人被迫在电视上公开忏悔认罪。[36]
- 伊朗摔跤運動員纳维德·阿夫卡里被伊朗当局指控在2018年伊朗示威“杀死伊斯兰革命卫队警卫”[37]，被判死刑。[38]2020年9月7日，伊朗伊斯兰共和国广播电视台播放他的电视认罪，其後被处决。[39]
- 2016年3月朝鲜中央电视台播出美國韓僑金東哲對“试图颠覆朝鲜政权”的电视认罪[40]。
- 2017年8月3日越南国家电视台播出越南前石油公司高层郑春成的电视认罪画面，他被指控造成越南国有石油公司越南石油（英语：PetroVietnam）亏损大约1.5亿美元。此前郑春成曾前往德国寻求政治庇护，但柏林警方表示，郑春成和另外一人7月23日在柏林可能被强行拖上一辆汽车带走，并被带离德国。德国外交部指出，郑春成是被强行掳走的。之后德国政府驱逐一名越南驻柏林使馆情报人员离境。郑春成在德国的律师佩特娅·舒拉根赫夫对越南当局予以谴责，并表示其当事人是被绑架的，“认罪”是被强迫的。[41][42]
- 2021年6月3日，白俄罗斯国家电视台播出了在瑞安航空4978號班機事件中被白俄罗斯当局抓捕後的羅曼·普羅塔塞維奇落泪认罪的电视专访。[43][44]

## 反制
2021年4月13日，保护卫士负责人彼得·达林称，挪威的TeliaSonera电信公司在收到電视认罪受害者投诉后停播了CGTN。之前瑞典TeliaSonera公司亦因为相同原因停止CGTN的转播。保护卫士称十几名曾在CGTN和CCTV4電视认罪者在过去几周在写信给各国电视供应商，要求他们考虑播放这些频道与侵犯人权的关系。，中方對於瑞典「惡意報導」CGTN相关争议表示遺憾。同年8月26日，英国通讯管理局称，CGTN播出电视认罪片段，违反公平、隐私和公正的规定，对CGTN母公司星空華文傳媒罚款二十万英镑，此前也曾因同一理由罚款22.5万英镑。

## 评論
《环球时报》总编辑胡锡进表示，薛蛮子嫖娼案之前，互联网舆论常提到公安机关抓人后信息不公开，如果公众人物涉事，则更有“失踪”、“秘密抓捕”的标签指责当局，给公安机关、检察院与法院施加了压力。舆论场的争议很大一部分源自一些人与所涉案件的嫌犯大多有相同价值观和政治态度，而且西方舆论对这类争议的参与度相当高。而“电视悔罪”局限在舆论领域，不会成为法院审理案件的依据，而这一点也被一些舆论活跃人士故意忽略。南方周末认为，“被失踪”的做法让人联想到公权力在历史上的恶行。
朱征夫在接受采访时表示，让犯罪嫌疑人上电视认罪要慎重；电视认罪存在误导公众的可能，不利于法院的独立审判，也不利于司法公正。朱征夫认为於侦查阶段就让犯罪嫌疑人在电视上认罪的“好处”有：缓解办案机关的压力，安抚被害人或其家属情绪，平息社会质疑，帮助办案人员立功。但并不能证明犯罪嫌疑人有罪。而电视认罪「有明显的迫使检察院将案件提起公诉、迫使法院做出有罪判决的倾向」，違背了审判中心主义。德州日报社陈广江也支持朱征夫的建议，并认为全面依法治国容不下电视认罪，电视认罪的归宿是坟墓，但认为责任不全在媒体，而在社会缺乏无罪推定意识。北京外国语大学国际新闻与传播系教授展江认为全国各电视台的法制节目让犯罪嫌疑人电视‘认罪’，令节目原本的普法性质变了味，也违反《刑事诉讼法》，认为央视等电视媒体应负责任。
北京市西城区人民法院新闻办副主任兼审判员舒锐表示，非刑事案件与刑事案件须区别对待。非刑事案件或可有基于自愿的公开道歉与悔过，而刑事案件则不宜在侦查、起诉等判决之前的阶段进行“电视公开认罪”。“不是所有主动认罪都在法律上有罪，有些嫌疑人对事实与法律认识有偏颇，误以为自己有罪；有些嫌疑人迫于各种压力被迫承认自身有罪；甚至有些犯罪嫌疑人为了包庇他人，刻意闹明顶罪。而当全社会都认为认罪者有罪，法官经过审理却认为其不构成犯罪，那么裁判者则将饱受煎熬，究竟是屈从了“民意”，还是坚守法律？”搜狐特约评论员尉迟不攻认为，电视认罪会造成“铁案”的错觉，并给法官营造了“众人皆曰可杀”的壓力。
香港中文大学讲师罗助华认为，电视认罪是意在体现党国对个人的权威的展示。香港大学中国传媒研究计划编辑班志远认为，电视认罪是二十世纪四五十年代中共官员迫使知识分子写忏悔书的“令人不安的影子”。人权组织“保护卫士”在分析电视认罪的报告中推论，电视认罪不只是简单地承认有罪，还有警告其他可能会挑战政府的人的作用。该组织还表示，“中国的电视认罪让人想起了历史上暴力的、侮辱人格的政治迫害”。纽约大学访问学者、前中国律师滕彪认为，电视认罪违背了中国刑法中无罪判定的法则，是违法的。国际特赦组织研究员潘嘉伟表示，电视认罪不遵循任何正当程序，不能确保当事人获得公正的审判。